# Vitrey-sur-Mance
Vitrey-sur-Mance település Franciaországban, Haute-Saône megyében. Lakosainak száma 297 fő (2022. január 1.). Vitrey-sur-Mance Vernois-sur-Mance, Pisseloup, Velles, Betoncourt-sur-Mance, Chauvirey-le-Châtel, Montigny-lès-Cherlieu, Ouge, Rosières-sur-Mance és Saint-Marcel községekkel határos.

## Népesség
A település népessége az elmúlt években az alábbi módon változott:
| Lakosok száma | 277  | 272  | 277  | 284  | 290  | 291  | 293  | 297  |
|               | 2013 | 2015 | 2017 | 2018 | 2019 | 2020 | 2021 | 2022 |